# Такасакі (Ґумма)

36°19′00″ пн. ш. 139°0′00″ сх. д. / 36.31667° пн. ш. 139.00000° сх. д.
Такаса́кі (яп. 高崎市, たかさきし, МФА: [takasakʲi ɕi̥]) — місто в Японії, в префектурі Ґумма.

## Короткі відомості

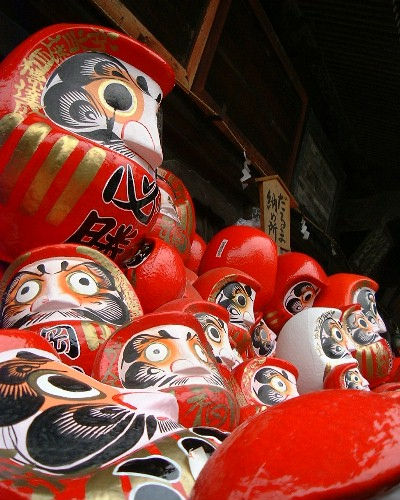
Ляльки Дарума з монастиря Дарумадзі.

Такасакі розташоване в південно-західній частині префектури. Воно входить до списку особливих міст Японії. Містом пролягають автошляхи та залізниці, які зв'язують японські регіони Канто, Хокуріку та Тюбу.
Такасакі було засноване 1589 року як призамкове містечко самурайським володарем Ії Наомасою. Містечко розташовувалося на стратегічному Середгірському шляху, що сполучав стародавню столицю Кіото та найбільше японське місто Едо. Протягом раннього нового часу територія Такасакі також охоплювала прилеглі постоялі поселення. У 1871–1872 та 1876–1881 роках воно було адміністративним центром префектури Ґумма. 1 квітня 1900 року Такасакі отримало статус міста. 23 січня 2006 року воно поглинуло сусідні містечка Місато, Ґумма, Сін та село Курабуті. 1 червня 2009 року поглинуло містечко Йосії.
Основою економіки Такасакі є виготовлення електроприладів, машинобудування та хімічна промисловість. Місто є одним з найбільших фінансово-комерційних центрів префектури. Серед традиційних ремесел Такасакі найбільш відоме виробництвом ляльок Дарума, символів щастя. В місті також розвинений туризм, головними об'єктами якого є замок Такасакі, монастирі Дарумадзі і Тьококудзі, статуя білошатної бодхісаттви Каннон, численні сади сакур.
Станом на 1 жовтня 2007 площа міста становила 401,01 км². Станом на 1 серпня 2008 населення міста становило 342 662 осіб.